# Munsö församling
Munsö församling var en församling i Stockholms stift och i Ekerö kommun i Stockholms län. Församlingen uppgick 2006 i Adelsö-Munsö församling.

## Administrativ historik
Församlingen har medeltida ursprung.
Församlingen utgjorde till 1941 ett eget pastorat för att därefter från 1941 till 1962 vara annexförsamling i pastoratet Adelsö och Munsö. Från 1962 till 2006 var församlingen annexförsamling i pastoratet Ekerö, Adelsö, Munsö och Lovö. Församlingen uppgick 2006 i Adelsö-Munsö församling.

## Kyrkoherdar
| Ämbetstid | Namn                      | Levnadstid | Övrigt                                    |
| --------- | ------------------------- | ---------- | ----------------------------------------- |
| 1556      | Gregorius                 |            |                                           |
| 1593      | Anundus                   |            |                                           |
| 1618      | Nicolaus Johannis         | -1618      |                                           |
| 1623      | Petrus Ragvaldi Isopedius | -1623      |                                           |
| 1635-1639 | Daniel                    | -1641      |                                           |
| 1639-1647 | Michael Tornerus          | -1647      |                                           |
| 1644-     | Nils Peninsolius          |            |                                           |
|           | Johannes Zachariae        | -1670      |                                           |
| 1671-1690 | Nils Phragmenius          | -1690      |                                           |
| 1691-1716 | Matern Pheiffer           | -1716      |                                           |
| 1716-1728 | Knut Lenander             | -1728      | Kontraktsprost.                           |
| 1729-1762 | Jacob Manquer             | -1762      |                                           |
| 1762-1795 | Henric Collin             | 1717-1795  |                                           |
| 1796-1811 | Jonas Niclas Collin       | 1753-1811  |                                           |
| 1812-1822 | Anders Rydwall            |            | Senare kyrkoherde i Västlands församling. |
| 1823-1830 | Per Anton Frankenberg     |            | Senare kyrkoherde i Vada församling.      |
| 1832-1841 | Adolf Wulff               | 1789-1841  |                                           |
| 1841-     | Johan Eric Ihlström       | 1796-      |                                           |

## Klockare och organister
| Ämbetstid | Namn                      | Levnadstid | Övrigt                             |
| --------- | ------------------------- | ---------- | ---------------------------------- |
| 1699-1734 | Johan Johansson           | -1734      | Klockare                           |
| 1734-1762 | Johan Teller              | 1701-1762  | Klockare                           |
| 1764-1804 | Johan Teller              | 1741-1804  | Klockare                           |
| 1804-1811 | Carl Axel Hellström       | 1791-1811  | Klockare                           |
| 1812      | Johan Fredric Långström   | 1747-1825  | Klockare                           |
| 1813-1821 | Carl Eric Wahlström       | 1761-1821  | Klockare                           |
| 1822-1838 | Johan Henric Widström     | 1784-1853  | Klockare                           |
| 1838-1859 | Johan Johansson           | 1814-1868  | Klockare och organist.             |
| 1859      | Gustaf Magnusson Celander | 1825-      | Vice organist.                     |
| 1859-1860 | Johan August Wallenberg   | 1834-      | Vice organist.                     |
| 1860-     | Olof Björklund            | 1819-      | Organist, klockare och skollärare. |

## Kyrkor
- Munsö kyrka